# Paesi Bassi ai Giochi della XIX Olimpiade
I Paesi Bassi parteciparono ai Giochi della XIX Olimpiade che si sono svolti a Città del Messico dal 12 al 27 ottobre 1968, con una delegazione di 107 atleti impegnati in 11 discipline per un totale di 52 competizioni. Portabandiera fu il pallanuotista Fred van Dorp, alla sua terza Olimpiade. Il bottino della squadra, alla sua dodicesima partecipazione ai Giochi estivi, fu di sette medaglie: tre d'oro, tre d'argento e una di bronzo.

## Medagliere

### Per discipline
| Sport            | Oro | Argento | Bronzo | Totale |
| ---------------- | --- | ------- | ------ | ------ |
| Canottaggio      | 1   | 2       | 0      | 3      |
| Ciclismo         | 1   | 1       | 0      | 2      |
| Nuoto            | 1   | 0       | 0      | 1      |
| Atletica leggera | 0   | 0       | 1      | 1      |
| Totale           | 3   | 3       | 1      | 7      |

### Medaglie
| Medaglia | Atleta                                                   | Sport            | Evento                       |
| -------- | -------------------------------------------------------- | ---------------- | ---------------------------- |
| Oro      | Jan Wienese                                              | Canottaggio      | Singolo maschile             |
| Oro      | Fedor den Hertog Jan Krekels René Pijnen Joop Zoetemelk  | Ciclismo         | Cronometro a squadre         |
| Oro      | Ada Kok                                                  | Nuoto            | 200 metri farfalla femminili |
| Argento  | Leendert van Dis Harry Droog                             | Canottaggio      | Due di coppia maschile       |
| Argento  | Herman Suselbeek Hadriaan van Nes Tim. Roderick Rijnders | Canottaggio      | Due con maschile             |
| Argento  | Jan Jansen Leijn Loevesijn                               | Ciclismo         | Tandem                       |
| Bronzo   | Mia Gommers                                              | Atletica leggera | 800 metri piani femminili    |

## Risultati

### Pallanuoto
| Atleta | Classifica |                        |
| --- | --- | ---------------------- |
| V · D · M Nazionale maschile olandese di pallanuoto · Giochi olimpici - Città del Messico 1968 de Vries • Wouda • Geutjes • Hoogveld • van Dorp • Parrel • van der Voet • Moolhuijzen • Bongers • Hermsen • Kroon · CT : Ruud van Feggelen | 7° |                        |
| Nazionale maschile olandese di pallanuoto · Giochi olimpici - Città del Messico 1968 | |                        |
| de Vries • Wouda • Geutjes • Hoogveld • van Dorp • Parrel • van der Voet • Moolhuijzen • Bongers • Hermsen • Kroon · CT: Ruud van Feggelen                                                                                                 | de Vries • Wouda • Geutjes • Hoogveld • van Dorp • Parrel • van der Voet • Moolhuijzen • Bongers • Hermsen • Kroon · CT: Ruud van Feggelen | Paesi Bassi (bandiera) |